# Eleccions al Parlament Europeu de 1999
Les eleccions al Parlament Europeu de 1999 se celebraren a tots els estats de la Unió Europea amb l'objectiu d'escollir els eurodiputats de la cinquena legislatura del Parlament Europeu, que s'inicià el 1999 i finalitzà el 2004. Se celebraren en els 15 Estats membres de la Unió els dies 10, 11 i 13 de juny de 1999. El nombre de votants va ser en general baix, excepte a Bèlgica i Luxemburg, on el vot és obligatori i on es van celebrar les eleccions nacionals d'aquell mateix dia. Aquesta va ser la primera d'aquestes eleccions en què Àustria, Finlàndia i Suècia van votar juntament amb altres els altres membres, que havien ingressat el 1995 i havien votat per separat.

## Resultats
| Eleccions al Parlament Europeu de 1999 – Resultats finals de 20 de juliol de 1999 | Eleccions al Parlament Europeu de 1999 – Resultats finals de 20 de juliol de 1999 | Eleccions al Parlament Europeu de 1999 – Resultats finals de 20 de juliol de 1999 | Eleccions al Parlament Europeu de 1999 – Resultats finals de 20 de juliol de 1999 | Eleccions al Parlament Europeu de 1999 – Resultats finals de 20 de juliol de 1999 | Eleccions al Parlament Europeu de 1999 – Resultats finals de 20 de juliol de 1999 | Eleccions al Parlament Europeu de 1999 – Resultats finals de 20 de juliol de 1999  |
| Grup                                                                              | Grup                                                                              | Descripció                                                                        | Líder                                                                             | Eurodiputats                                                                      | Eurodiputats                                                                      | Eurodiputats                                                                       |
| --------------------------------------------------------------------------------- | --------------------------------------------------------------------------------- | --------------------------------------------------------------------------------- | --------------------------------------------------------------------------------- | --------------------------------------------------------------------------------- | --------------------------------------------------------------------------------- | ---------------------------------------------------------------------------------- |
|                                                                                   | EPP-ED                                                                            | Conservadors i Democristians                                                      | Hans-Gert Pöttering                                                               | 233                                                                               | Resultats de 1999                                                                 | Resultats de 1999                                                                  |
|                                                                                   | PES                                                                               | Socialdemòcrates                                                                  | Enrique Barón Crespo                                                              | 180                                                                               | Resultats de 1999                                                                 | Resultats de 1999                                                                  |
|                                                                                   | ELDR                                                                              | Liberals i Liberal Demòcrates                                                     | Pat Cox                                                                           | 50                                                                                | Resultats de 1999                                                                 | Resultats de 1999                                                                  |
|                                                                                   | G–EFA                                                                             | Verds i regionalistes                                                             | Heidi Hautala Paul Lannoye                                                        | 48                                                                                | Resultats de 1999                                                                 | Resultats de 1999                                                                  |
|                                                                                   | EUL– NGL                                                                          | Comunistes i extrema esquerra                                                     | Francis Wurtz                                                                     | 42                                                                                | Resultats de 1999                                                                 | Resultats de 1999                                                                  |
|                                                                                   | UEN                                                                               | Nacional Conservadors                                                             | Charles Pasqua                                                                    | 31                                                                                | Resultats de 1999                                                                 | Resultats de 1999                                                                  |
|                                                                                   | EDD                                                                               | Euroescèptics                                                                     | Jens-Peter Bonde                                                                  | 16                                                                                | Resultats de 1999                                                                 | Resultats de 1999                                                                  |
|                                                                                   | TGI                                                                               | Mixt                                                                              | Gianfranco dell'Alba Francesco Speroni                                            | 18                                                                                | Resultats de 1999                                                                 | Resultats de 1999                                                                  |
|                                                                                   | NI                                                                                | Independents                                                                      | cap                                                                               | 8                                                                                 | Total: 626                                                                        | Fonts: Arxivat 2015-09-24 a Wayback Machine. Arxivat 2009-03-04 a Wayback Machine. |

## Resultats per país
Els resultats a nivell nacional el 13 de juny de 1999 foren:
| Party groupCountry      | EPP     | PES     | ELDR  | Verds | ERA   | EUL/ NGL | UFE   | I-EN  | NI    | altres | seats | %    |
| ----------------------- | ------- | ------- | ----- | ----- | ----- | -------- | ----- | ----- | ----- | ------ | ----- | ---- |
| Àustria (detalls)       | 7       | 7       | 0     | 2     | 0     | 0        | 0     | 0     | 5     | 0      | 21    | 3%   |
| Bèlgica (detalls)       | 6       | 5       | 5     | 5     | 2     | 0        | 0     | 0     | 2     | 0      | 25    | 4%   |
| Dinamarca (detalls)     | 1       | 3       | 6     | 0     | 0     | 1        | 0     | 4     | 0     | 1      | 16    | 3%   |
| Finlàndia (detalls)     | 5       | 3       | 5     | 2     | 0     | 1        | 0     | 0     | 0     | 0      | 16    | 3%   |
| França (detalls)        | 15      | 22      | 0     | 9     | 0     | 6        | 0     | 13    | 5     | 17     | 87    | 14%  |
| Alemanya (detalls)      | 53      | 33      | 0     | 7     | 0     | 6        | 0     | 0     | 0     | 0      | 99    | 16%  |
| Grècia (detalls)        | 9       | 9       | 0     | 0     | 0     | 5        | 0     | 0     | 0     | 2      | 25    | 4%   |
| Irlanda (detalls)       | 4       | 1       | 1     | 2     | 0     | 0        | 6     | 0     | 0     | 1      | 15    | 2%   |
| Itàlia (detalls)        | 32      | 17      | 1     | 2     | 7     | 6        | 9     | 0     | 5     | 8      | 87    | 14%  |
| Luxemburg (detalls)     | 2       | 2       | 1     | 1     | 0     | 0        | 0     | 0     | 0     | 0      | 6     | 1%   |
| Països Baixos (detalls) | 9       | 6       | 8     | 4     | 0     | 1        | 0     | 3     | 0     | 0      | 31    | 5%   |
| Portugal (detalls)      | 9       | 12      | 0     | 0     | 0     | 2        | 2     | 0     | 0     | 0      | 25    | 4%   |
| Espanya (detalls)       | 29      | 24      | 2     | 0     | 2     | 4        | 0     | 0     | 0     | 3      | 64    | 10%  |
| Suècia (detalls)        | 7       | 6       | 4     | 2     | 0     | 3        | 0     | 0     | 0     | 0      | 22    | 4%   |
| Regne Unit (detalls)    | 36      | 30      | 10    | 2     | 2     | 0        | 0     | 1     | 1     | 5      | 87    | 14%  |
| Total                   | 224 36% | 180 29% | 43 7% | 38 6% | 13 2% | 35 6%    | 17 3% | 21 3% | 18 3% | 37 6%  | 626   | 100% |
| Fonts                   |         |         |       |       |       |          |       |       |       |        |       |      |

## Anàlisi dels resultats
Aquesta és la taula comparativa d'aquestes eleccions amb els resultats de les de 1994.
| Partit                                        | Sigles    | %    | Escons |
| Partit Popular Europeu-Demòcrates Europeus    | PPE-DE    | +8.2 | +51    |
| Partit Socialista Europeu                     | PSE       | -5.5 | -35    |
| Aliança dels Liberals i Demòcrates per Europa | ALDE      | +1.1 | +7     |
| Verds Europeus-Esquerra Europea Lliure        | Verds-EFA | +0.2 | +1     |
| Esquerra Unida Europea-Esquerra Verda Nórdica | EUL-NGL   | +1.3 | +8     |
| Independència i Democràcia                    | ID        | -0.6 | -4     |
| Unió per l'Europa de les Nacions              | UEN       | -3.8 | -24    |

El PPE-DE va guanyar les eleccions europees, deixant als socialistes en segona posició (per primera vegada en tota la història de les eleccions europees). El PPE-DE, ALDE, Verds i EUL-NGL van guanyar escons i suport popular
PSE, UEN i ID varen perdre escons i suport popular.